# Land- und Stadtgericht Oppeln
Das Land- und Stadtgericht Oppeln war ein preußisches Land- und Stadtgericht mit Sitz in Oppeln.

## Geschichte
Mit der preußischen Städteordnung von 1808 verloren die Magistrate ihre Funktion als Eingangsgerichte und es wurden staatliche Stadtgerichte eingerichtet. Nach dem Ende der Befreiungskriege wurden die staatlichen Gerichte (Stadtgerichte und Justizämter) zu Land- und Stadtgerichten zusammengefasst. In Oppeln entstand so das Land- und Stadtgericht Oppeln. Zuständiges Oberlandesgericht war das Oberlandesgericht Ratibor.
Sein Sprengel umfasste die Stadt Oppeln mit 6821 Einwohnern (1837) und 67 Ortschaften mit 22.231 Einwohnern, also zusammen 29.052 Gerichtseingesessene. Am Gericht waren ein Direktor, vier Richter, sechs Subalterne und vier Unterbeamte beschäftigt. Es handelte sich um ein Gericht 1. Klasse, d. h. die drei Richter konnten als Spruchkörper gemeinsam Beschlüsse fassen.
Das Gericht hatte seinen Sitz in einem staatlichen Gebäude. Gefängniszellen waren im Rathaus und im Gebäude des bisherigen Justizamtes vorhanden.
1849 wurden einheitlich Kreisgerichte gebildet. In Oppeln entstand so das Kreisgericht Oppeln.